# Bracca
Bracca (lombardul: Braca) település Olaszországban, Lombardia régióban, Bergamo megyében. Lakosainak száma 723 fő (2023. január 1.). Bracca Costa Serina, Algua, San Pellegrino Terme és Zogno községekkel határos.

## Népesség
A település népességének változása:
| Lakosok száma | 707  | 706  | 723  |
|               | 2017 | 2018 | 2023 |